# Heliconius telesiphe
Heliconius telesiphe är en fjärilsart som beskrevs av Doubleday 1847. Heliconius telesiphe ingår i släktet Heliconius och familjen praktfjärilar. Inga underarter finns listade i Catalogue of Life.